# De Boelelaan/VU
De Boelelaan/VU – stacja metra w Amsterdamie, a właściwie przystanek szybkiego tramwaju, położona na linii 51 (pomarańczowej). Została otwarta 1 grudnia 1990. Znajduje się w dzielnicy Buitenveldert, na Buitenveldertselaan, obok skrzyżowania z De Boelelaan. Tuż obok położony jest Wolny Uniwersytet w Amsterdamie.